# Guy Chambily
Guy Chambily est un chef d'entreprise et dirigeant sportif français, né le 6 novembre 1932 à Boulogne-Billancourt et mort le 31 octobre 2012. 
Il préside le Stade Malherbe Caen à deux occasions, pendant les années glorieuses de 1991 à 1994, puis au moment de sa privatisation, entre 2000 et 2002.

## Biographie
Guy Chambily est le fils d'Odette Loison et de Robert Chambily, directeur de la régie Renault en Basse-Normandie et président du Stade Malherbe Caen de 1948 à 1954, une période où le club de football devient un club amateur notable au niveau national. Afin de renforcer l'équipe et y attirer les meilleurs joueurs amateurs possible, comme Claude Mercier, il n'hésite pas à leur offrir un poste dans son entreprise.  
Né en région parisienne, Guy Chambily suit ses parents en Normandie. Bon sportif, il pratique notamment le football à un bon niveau, au point de disputer quelques matchs de Championnat de France amateur avec le club caennais en 1953-1954. 
Peu après le décès de son père en octobre 1956, à seulement 50 ans, Guy Chambily fonde en 1958 Soficham, entreprise qui se spécialise dans le service aux professionnels du transport et de la logistique et dans la distribution automobile. Il dirige le groupe toute sa vie et en préside le conseil de surveillance jusqu'à ses dernières années. Le groupe compte des centaines d'employés et réalise encore en 2008 un chiffre d'affaires de 192 M€, avant d'être progressivement démantelé dans les années 2010, par Guy Chambily lui-même. 
Passionné de sport, il préside le Caen Basket Calvados entre 1976 et 1979, qui évolue à cette époque au plus haut niveau. Le club atteint notamment les demi-finales de la Coupe Saporta, compétition européenne réunissant les clubs vainqueurs de leur coupe nationale, en 1978. 
En 1979, il participe à la première édition du rallye Dakar en tant que pilote, avec pour copilote Michel Desaunay sur Toyota BJ. Le duo terminé le rallye à la 18e place (8e au classement auto). 
À l'automne 1991, alors qu'il est rendu public que le Stade Malherbe Caen, passé professionnel en 1985 et devenu un club ambitieux du championnat de France, connaît de graves difficultés financières, il mène le sauvetage financier du club, réussi grâce à l'intervention financière de collectivités et d'entreprises locales, et en devient le président à la place de Jean-Jacques Fiolet. Le club termine la saison à une exceptionnelle 5e place, qui lui offre la première qualification de son histoire pour une Coupe d'Europe. En 1993 et 1994 il est élu dirigeant de l'année par le magazine France Football. En 1994, en pleine Coupe du monde, il part aux États-Unis s'assurer lui même de la signature du buteur suédois Kennet Andersson, qui se fait connaître du grand public en marquant cinq buts pendant la compétition.
Il quitte la direction du club caennais au début de saison 1994-1995 après un conflit avec la mairie de Caen, et laisse la place à Serge Viard. Le club retombe en deuxième division en fin de saison. 
En 2000, le club normand est privatisé. Dix entreprises régionales rachètent le club et Guy Chambily, un des actionnaires, redevient président. En 2002, il laisse sa place à Jean-François Fortin, un de ses fidèles et actionnaire lui aussi.  
Membre du Conseil d'administration de la Ligue de Basse-Normandie, il vend en 2004 ses parts dans le club caennais pour pouvoir entrer au Conseil fédéral de la Fédération française de football, dont il reste membre jusqu'en 2011. Il s'y fait connaître du grand public lorsque le 15 décembre 2009, alors que l'équipe de France s'est qualifiée difficilement pour la Coupe du monde en Afrique du Sud, après un match de barrage contre l'Eire, il demande publiquement le renvoi de Raymond Domenech de la tête de la sélection. Appelé à se prononcer, le conseil fédéral vote peu de temps après pour le maintien de Domenech, contre l'avis de Chambily.
Guy Chambily meurt à Caen le 31 octobre 2012, peu avant ses 80 ans. Il a deux filles, Sophie et Véronique Chambily.